# Mołczadź (rzeka)
Mołczadź, Mołczadka (biał. Мо́ўчадзь, Мо́ўчадка) — rzeka na Białorusi w rejonach baranowickim i zdzięciolskim, lewy dopływ Niemna. Długość 98 km, dorzecze 1140 km². Średnioroczny przepływ wody u ujścia 9 m³/s. Średnie nachylenie powierzchni wody 0,9‰.
Na rzece, w miejscowości Giezgały, znajduje się elektrownia wodna.

## Literatura
- Ресурсы поверхностных вод СССР. Описание рек и озёр и расчёты основных характеристик их режима. Т. 5. Белоруссия и Верхнее Поднепровье. Ч. 1–2. –Л., 1971.(ros.)
- Природа Белоруссии: Попул. энцикл./ БелСЭ; Редкол.: И.П. Шамякин (гл.ред.) и др. –Мн.: БелСЭ, 1986. –599 с., 40 л. ил.(ros.)
- Блакітная кніга Беларусі: Энцыкл. / БелЭн; Рэдкал.: Н.А. Дзiсько i iнш. — Мн.: БелЭн, 1994. — Паводле эл.рэсурса poseidon.by(biał.)